# Yossi Baba
Yossi Baba (hebräisch יוסי בבא; * im 20. Jahrhundert) ist ein israelischer Badmintonspieler, der im Parabadminton in der Startklasse WH2 an den Start geht und dabei vier Medaillen bei Weltmeisterschaften und zwei Medaillen bei Europameisterschaften errang.

## Karriere
Bei der Weltmeisterschaft 2003 in Cardiff im Vereinigten Königreich belegte zusammen mit seinem Landsmann Moshe Zehavi die Bronzemedaille, nachdem Baba das Halbfinale mit 15:10, 6:15, 15:7 gegen Quincy Michielsen aus dem Königreich der Niederlande verloren hatte. Die Goldmedaille ging mit Amir Levi ebenfalls an einen Israeli; Silber gewann Quincy Michielsen. Das Viertelfinale hatte Baba gegen den Spanier Jose Guillero Lamas Seco gewonnen. Im Doppel errang Baba zusammen mit seinem Landsmann Amir Levi die Goldmedaille; wie im Einzel ging Silber an das Königreich der Niederlande (Ton Hollaar und Quincy Michielsen) und Bronze an Israel (Moshe Zehavi und Makbel Shefanya). Baba und Levi gewannen das Finale mit 15:4, 15:5; im Halbfinale hatten sie Zehavi und Shefanya mit 15:4, 15:3 besiegt.
Bei der nächsten Weltmeisterschaft, die 2005 in Hsinchu in der Volksrepublik China ausgetragen wurde, errangen Yossi Baba und Amir Levi erneut die Goldmedaille und konnten somit ihren Titel verteidigen. Das Finale gewannen sie in zwei Sätzen gegen ihre Landsmänner Makbel Shefanya und Moshe Zehavi. Im Viertelfinale hatten sie die Schweizer Paul Kurzo und Walter Rauber besiegt. Im Einzel besiegte Baba in der ersten Runde Kyoung-seok Park aus der Republik Korea und im Viertelfinale seinen Landsmann Moshe Zehavi. Nach der Halbfinalniederlage gegen Quincy Michielsen aus dem Königreich der Niederlande – der danach die Goldmedaille gewann – besiegte Baba Dong-hwa Lee aus der Republik Korea im Spiel um Platz drei. Damit erreichte Baba dieselbe Platzierung wie bei der vorherigen Weltmeisterschaft.
Bei der Europameisterschaft 2006 in La Rinconada in Spanien erreichte Baba bei Einzel und Doppel jeweils die Bronzemedaille. In der ersten Runde, die als Gruppenphase ausgetragen wurde, ließ er Antonio Mantero aus Spanien (21:12, 21:15), Georg Vogel aus Deutschland (21:13, 14:21, 21:14) und Steve McGrath aus Wales (21:10, 21:12) hinter sich, nachdem er alle drei besiegt hatte. Im Viertelfinale gewann Baba mit 21:9, 21:3 gegen den Spanier Jose Guillermo Lama, das Halbfinale ging mit 19:21, 10:21 gegen seinen Landsmann Amir Levi verloren, der danach den Titel gewann. Baba gewann somit wie sein Landsmann Macbal Shefanya die Bronzemedaille, da der dritte Platz nicht ausgespielt wurde. Das Herrendoppel bestritt Baba mit seinem Landsmann Aviad Brazilai. In der Gruppenphase trafen sie Quincy Michielsen und Ton Hollaar aus dem Königreich der Niederlande (12:21, 21:23), Siegmund Mainka und Georg Vogel aus Deutschland (21:16, 21:16) sowie Steve McGrath und Damian Hallet aus Wales (21:15, 11:21, 21:9). Damit schlossen sie die Gruppe auf dem zweiten Platz hinter Quincy Michielsen und Ton Hollaar ab und spielten im Halbfinale gegen die Sieger der zweiten Gruppe: Amir Levi und Makbel Shefanya; dieses Spiel ging mit 11:21, 12:21 verloren. Da der dritte Platz nicht ausgetragen wurde, teilten sich Baba und Brazilai die Bronzemedaille mit Stefan Haas und David Holz aus Deutschland.